# Meirav Dori
Pour les articles homonymes, voir Dori.
Meirav Dori (en hébreu : מירב דורי), née le 25 mai 1986 à Safed, est une joueuse israélienne de basket-ball.

## Carrière
Avec l'équipe d'Israël de basket-ball féminin, elle termine treizième du Championnat d'Europe en 2007, 2009 et 2011.